# Digynia
Em botânica, digynia  é uma ordem de plantas segundo o sistema de Linné.  Apresentam flores hermafroditas com dois pistilos.
Está circunscrita nas seguintes classes:
| - Classe 1. Monandria - Classe 2. Diandria - Classe 3. Triandria - Classe 4. Tetrandria - Classe 5. Pentandria - Classe 6. Hexandria | - Classe 8. Octandria - Classe 10. Decandria - Classe 11. Dodecandria - Classe 12. Icosandria - Classe 13. Polyandria |